# Dysmachus theodori
Dysmachus theodori är en tvåvingeart som beskrevs av Engel 1930. Dysmachus theodori ingår i släktet Dysmachus och familjen rovflugor. Inga underarter finns listade i Catalogue of Life.